# Cylisticus arnoldi
Cylisticus arnoldi är en kräftdjursart som beskrevs av Borutzkii 1961. Cylisticus arnoldi ingår i släktet Cylisticus och familjen Cylisticidae. Inga underarter finns listade i Catalogue of Life.